# Lars Grevskott
Lars Grevskott (Trondheim, 12 settembre 1969) è un ex calciatore norvegese, di ruolo difensore.

## Carriera

### Club
Grevskott militò nelle file del Freidig, prima di passare allo Strindheim. Debuttò nella Tippeligaen soltanto il 22 aprile 1995, schierato titolare nel pareggio per 1-1 sul campo dello Hødd. Il 16 maggio successivo, arrivò la sua prima rete: andò in gol nella sconfitta per 2-1 in casa del Viking. A fine stagione, la squadra retrocesse nella 1. divisjon e Grevskott vi rimase in forza fino al 1998.

### Nazionale
Partecipò al campionato mondiale Under-20 1989 con la Nazionale di categoria.